# Ľubomír Vaic
Ľubomír Vaic (* 6. März 1977 in Spišská Nová Ves, Tschechoslowakei) ist ein ehemaliger slowakischer Eishockeyspieler, der im Laufe seiner Karriere vor allem in Europa aktiv war. In der slowakischen Extraliga spielte er für den HK Poprad, HK Spišská Nová Ves, HC Košice und HC Slovan Bratislava, in der tschechischen Extraliga für den HC Sparta Prag, Bílí Tygři Liberec und Vsetínská hokejová sowie für den HK Metallurg Magnitogorsk und SaiPa Lapeenranta.

## Karriere
Ľubomír Vaic begann seine Karriere als Eishockeyspieler beim ŠKP PS Poprad, für den er in der Saison 1993/94 sein Debüt in der slowakischen Extraliga gab. Nach der Spielzeit unterschrieb er einen Vertrag bei dessen Ligarivalen HK Spišská Nová Ves, mit dem er anschließend in die 1. Liga abstieg. Deshalb wechselte der Angreifer zum TJ VSŽ Košice, mit dem er 1996 Slowakischer Meister wurde. Daraufhin wurde er im NHL Entry Draft 1996 in der neunten Runde als insgesamt 227. Spieler von den Vancouver Canucks ausgewählt. Nachdem Vaic zunächst ein weiteres Jahr in Košice geblieben war, gab er in der Saison 1997/98 sein Debüt in der National Hockey League für Vancouver. Den Großteil der Saison verbrachte er jedoch bei deren Farmteam, den Syracuse Crunch aus der American Hockey League.
Für die Saison 1998/99 kehrte Vaic in seine slowakische Heimat zurück, wo er mit dem HC Košice erneut Meister wurde. Daraufhin erhielt er eine neue Chance in Vancouver, konnte sich jedoch erneut nicht in der NHL durchsetzten. In der Saison 1999/2000 bestritt er nur vier Spiele, in denen er punkt- und straflos blieb. Den Rest der Spielzeit gehörte er erneut dem Kader der Syracuse Crunch aus der AHL an. Im Sommer 2000 wechselte der Center erstmals nach Westeuropa, wo er eine Spielzeit lang für die Eisbären Berlin aus der Deutschen Eishockey Liga auf dem Eis stand. Auch danach blieb der Slowake im Ausland. Es folgten je ein Jahr bei Vsetínská hokejová aus der tschechischen Extraliga, bei SaiPa Lapeenranta aus der finnischen SM-liiga und dem HK Metallurg Magnitogorsk aus der Russischen Superliga.
Von 2004 bis 2008 stand Vaic erneut in der tschechischen Extraliga unter Vertrag, wo er zunächst drei Jahre lang für Bílí Tygři Liberec und anschließend eine Saison lang für den HC Sparta Prag auflief. Mit Sparta erreichte er in der Saison 2007/08 das Finale um den IIHF European Champions Cup, in dem er mit seiner Mannschaft dem russischen Meister und seinem Ex-Klub aus Magnitogorsk mit 2:5 unterlag. Vor der Saison 2008/09 kehrte Vaic nach zehn Jahren im Ausland in seine slowakische Heimat zurück, wo er vom HC Slovan Bratislava verpflichtet wurde, für den er in der Gruppenphase der neugegründeten Champions Hockey League drei Tore in vier Spielen erzielte. Im Januar 2011 nahm der Slowake ein Angebot des VIK Västerås HK aus der HockeyAllsvenskan an, für den der Stürmer in 18 Partien 13 Punkte erzielte. Im Juni 2011 erhielt er einen Einjahresvertrag beim HK Poprad. In den folgenden Jahren wechselte er mehrfach zwischen dem HK Poprad und seinem Heimatverein, dem HK Spišská Nová Ves, hin und her. Nach der Saison 2016/17 beendete er seine Karriere.

### International
Für die Slowakei nahm Vaic an der Junioren-C-Weltmeisterschaft 1994, der U18-Junioren-Europameisterschaft 1995, sowie den Junioren-Weltmeisterschaften 1996 und 1997 teil. Des Weiteren stand er im Aufgebot der Slowakei bei den Weltmeisterschaften 2000, 2003 und 2006.

## Erfolge und Auszeichnungen
- 1996 Slowakischer Meister mit dem TJ VSŽ Košice
- 1999 Slowakischer Meister mit dem HC Košice
- 2008 2. Platz beim IIHF European Champions Cup mit HC Sparta Prag
- 2010 Topscorer (19) und bester Vorlagengeber (14) der slowakischen Extraliga

### International
| - 1994 Aufstieg in die B-Gruppe bei der Junioren-C-Weltmeisterschaft - 1995 Aufstieg in die A-Gruppe bei der Junioren-B-Weltmeisterschaft - 1995 Bester Vorlagengeber der Junioren-B-Weltmeisterschaft | - 1997 Bester Vorlagengeber der Junioren-A-Weltmeisterschaft (gemeinsam mit Rastislav Pavlikovský) - 2000 Silbermedaille bei der Weltmeisterschaft - 2003 Bronzemedaille bei der Weltmeisterschaft |